# NGC 3864
NGC 3864 is een dwergsterrenstelsel in het sterrenbeeld Leeuw. Het hemelobject werd op 23 maart 1884 ontdekt door de Franse astronoom Édouard Jean-Marie Stephan.

## Synoniemen
- MCG 3-30-97
- ZWG 97.130
- PGC 36620